# Flamingo Las Vegas

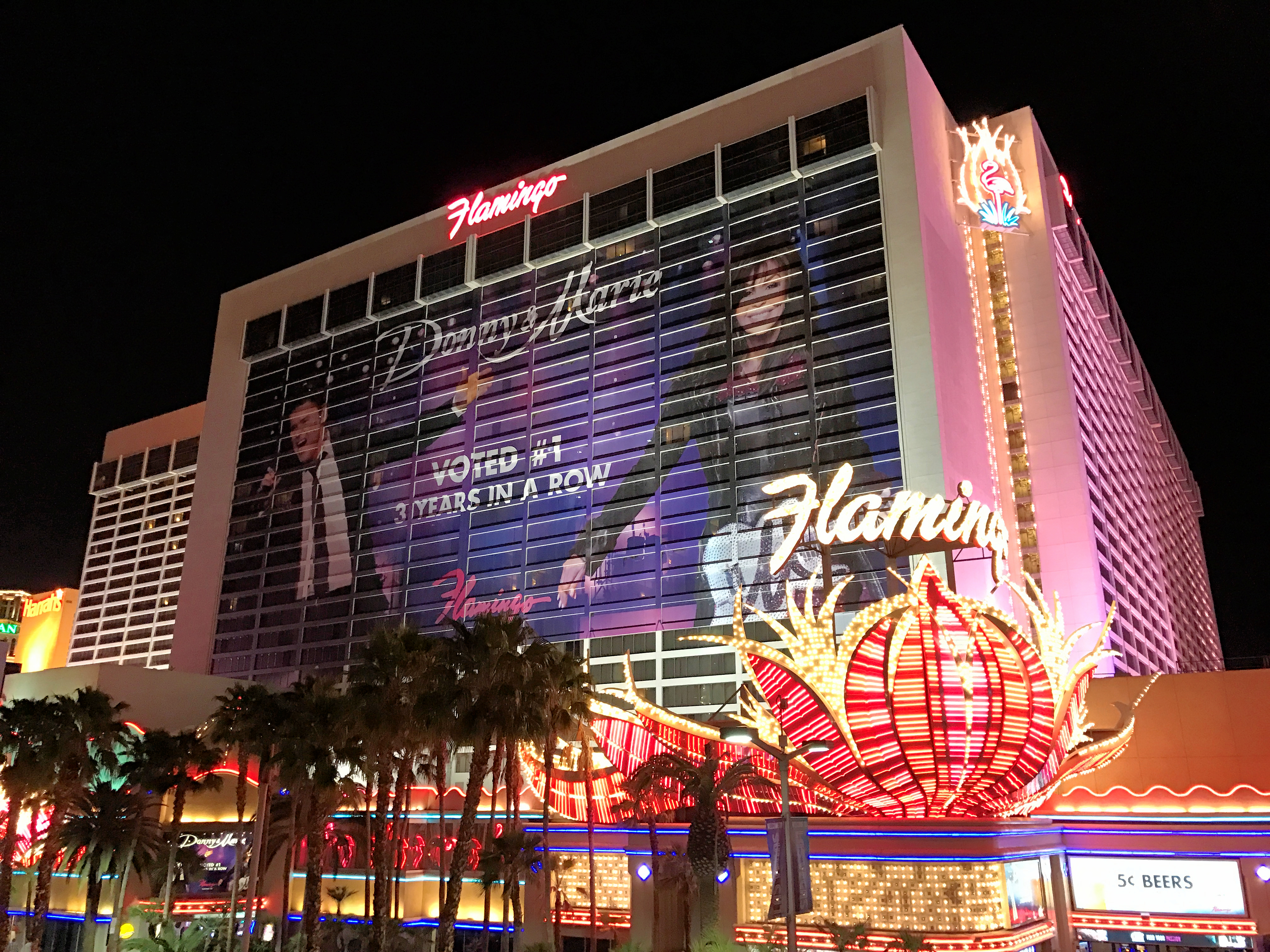
Blick auf das Flamingo Las Vegas vom Las Vegas Strip (2017)

Das Flamingo Las Vegas  ist ein Hotel und Casino, das sich auf dem berühmten Strip in Paradise, Nevada, USA befindet. Es ist im Besitz des Unternehmens Caesars Entertainment. Das Casino hat eine Fläche von etwa 7.200 m², das Hotel hat 3.460 Zimmer. Das Gelände um das Hotel ist 61.000 m² groß und im karibischen Stil angelegt. Inmitten der Anlage befindet sich ein Flamingo-Gehege.

## Geschichte
1941 kam Bugsy Siegel, ein Kosher Nostra aus dem Umfeld des Bugs and Meyer Mob nach Süd-Nevada, da dort das Glücksspiel im Gegensatz zu anderen Bundesstaaten der USA legal war. Zu dieser Zeit gab es in Las Vegas erst zwei Spielhallen, das El Rancho und das Frontier. Als Siegels Versuch fehlschlug, sich am El Rancho zu beteiligen, kaufte er sich und seine Partner in ein schon bestehendes Projekt ein, das seit 1945 von Billy Wilkerson geleitet wurde, bis dessen finanzielle Mittel knapp wurden. Siegel war sich zunächst sicher, dass die Baukosten nicht mehr als eine Million US-Dollar betragen würden. Als das Casino am 26. Dezember 1946 eröffnet wurde, waren die tatsächlichen Baukosten auf mehr als das sechsfache angewachsen. Das Flamingo-Hotel wurde mit seinen damals 105 Zimmern zum luxuriösesten Hotel der Welt gekürt. Es stand sieben Meilen von der Stadtmitte entfernt, nahe dem U.S. Highway 91.
Als behauptet wurde, dass Siegel zwei Millionen US-Dollar, die zum Bau des Hotels bestimmt waren, auf ein Nummernkonto in die Schweiz transferiert hatte, hatte das 1947 seine Ermordung zur Folge. Gus Greenbaum übernahm das Flamingo; das Hotel wurde weiter fertiggestellt und außerdem von ursprünglich 105 auf 200 Gästezimmer erweitert. Der Name des Hotels lautete seit dem 11. März 1947 The Fabulous Flamingo. Das Hotel erzielte bis Ende 1947 einen Gewinn von vier Millionen US-Dollar.
Das Flamingo rühmte sich mit opulenten Shows und prachtvollem Programm. Es war bekannt für seine komfortablen, klimatisierten Räume, seine schönen Gärten und Schwimmbecken. Das Hotel führte im Angebot auch „komplette Erlebnisreisen“, die nicht nur aus Glücksspiel bestanden. 1950 öffnete der „Champagne Tower“, der jedoch im Zuge einer Vergrößerung der Hotelanlage bereits 1967 wieder abgerissen wurde. 1967 erwarb Kirk Kerkorian das Unternehmen. 1972 wurde das Flamingo von der Hilton Corporation aufgekauft und 1974 in Flamingo Hilton umbenannt. Am 14. Dezember 1993 wurde der letzte Abschnitt des ursprünglichen Flamingo-Hotels abgerissen, und der Garten wurde an die Seite verlegt.
Im September 1999 wurde das Flamingo von der Hilton Gruppe getrennt, und das Gebäude erhielt wieder den Namen Flamingo Las Vegas. Um das karibische Flair im Hotel zu unterstützen, eröffnete 2004 im Haus ein Restaurant von Jimmy Buffetts Kette Margaritaville. 2005 kaufte Harrah’s Entertainment die Glücksspielsparte Hiltons samt dem Flamingo auf. Harrah’s wurde wiederum im Jahr 2006 von Caesars Entertainment übernommen und ging darin auf, der Name Harrah’s Entertainment wurde durch Caesars Entertainment ersetzt.

## Shows
Von Januar 1996 bis Juli 2000 lief die Show „Great Radio City Music Hall Spectacular“ mit den „Radio City Rockettes“ und Susan Anton als Showmaster. Mit über 5000 Vorstellungen wurde sie zu einer der langlebigsten Produktionen in Las Vegas. Nach dem Ausscheiden von Susan Anton lief die Show noch eine kurze Zeit mit Dorothy Hamill weiter und wurde dann eingestellt.
2006 ersetzte Toni Braxton Gladys Knight, deren Show seit 1997 im Hotel lief. Wegen gesundheitlicher Probleme stieg Braxton im April 2008 vorzeitig aus dem Vertrag aus. Seit September 2008 treten Donny und Marie Osmond mit ihrer Show im Flamingo auf.

## Filme
Der Film Frankie und seine Spießgesellen aus dem Jahr 1960 spielt im Flamingo. Raoul Duke und Dr. Gonzo aus Fear and Loathing in Las Vegas beziehen zeitweise ein Zimmer im Hotel. Der Film Bugsy von 1991 behandelt die Geschichte von Bugsy Siegel (gespielt von Warren Beatty) und die Baugeschichte des Flamingo.